# Qing Long
Qing Long (chiń. upr. 青龙; chiń. trad. 青龍; pinyin Qīng Lóng) – zielono-niebieski smok, postać z mitologii chińskiej. W języku japońskim nazywany Seiryū.
Jedno z czterech mitycznych stworzeń odpowiadających czterem kierunkom kardynalnym. Błękitny Smok opiekował się wschodem, miejscem, gdzie wschodzi Słońce, stroną płodności i deszczu (w szczególności wiosennego). Jego przeciwieństwem był wiązany ze śmiercią i zachodem Biały Tygrys i wraz z nim bywa wyobrażany jako strażnik świątyń taoistycznych (pozostałe dwa stworzenia to związany z południem Zhu Que i z północą Czarny Żółw). 
W chińskiej astronomii Błękitnemu Smokowi odpowiadało 7 z 28 stacji księżycowych (konstelacji gwiezdnych, przez które przemieszcza się Księżyc w swojej pozornej wędrówce po niebie). Były to:
| Symbol | Stacja            | Stacja    | Stacja      | Stacja             | Stacja              |
| Symbol | Liczba porządkowa | Nazwa     | Tłumaczenie | Gwiazda początkowa | Zakres na ekliptyce |
| ------ | ----------------- | --------- | ----------- | ------------------ | ------------------- |
|        | 1                 | 角 (Jiăo) | Róg         | α Vir              | 12°                 |
| 2      | 亢 (Kàng)         | Szyja     | κ Vir       | 9°                 |                     |
| 3      | 氐 (Dĭ)           | Podstawa  | α Lib       | 15°                |                     |
| 4      | 房 (Fáng)         | Pokój     | π Sco       | 5°                 |                     |
| 5      | 心 (Xīn)          | Serce     | σ Sco       | 5°                 |                     |
| 6      | 尾 (Wěi)          | Ogon      | μ Sco       | 19°                |                     |
| 7      | 箕 (Jī)           | Kosz      | γ Sgr       | 11°                |                     |

Czasem utożsamiany z legendarnym generałem dynastii Shang Deng Jiugongiem.